# Puccinia luzulae
Puccinia luzulae är en svampart som beskrevs av Speg. 1830. Puccinia luzulae ingår i släktet Puccinia och familjen Pucciniaceae.   Inga underarter finns listade i Catalogue of Life.